# Horus Escorpí I
Horus Escorpí I, Escorpí I o Serket I fou un sobirà de l'Alt Egipte del període protodinàstic. El seu nom pot fer referència a la dea escorpí Serket.
Es creu que va viure a Tinis un o dos segles abans que el més conegut rei Escorpí de Nekhen. Segons Günter Dreyer, a ell pertany la tomba U-j del cementiri reial d'Abidos, on van soterrar els reis tinites. Aquesta tomba va ser espoliada en l'antiguitat, però s'hi han trobat moltes plaques petites d'ivori, cadascuna amb un forat per a nugar-les a alguna cosa i una o més marques jeroglífiques que podrien ser noms de ciutats, potser per a nugar-les als tributs o ofrenes de cada una d'aquestes i identificar-los. Dues d'aquestes plaques sembla que fan referència a Baset i Buto, dues ciutats del delta del Nil, cosa que demostraria que els exèrcits d'Escorpí havien penetrat al Baix Egipte.
El professor John Darnell, de la Universitat Yale, ha descobert recentment unes inscripcions amb una antiguitat d'uns 5.000 anys amb els símbols d'Escorpí en què es representa la victòria sobre altre sobirà protodinàstic, possiblement el rei de Naqada. El rei derrotat, o el lloc, és representat per un cap de bou, marca que també s'ha trobat a la tomba U-j.
Alguns autors opinen que Escorpí I i Escorpí II són la mateixa persona. El rei Escorpí hauria regnat uns 200 anys abans que Narmer.

## Tomba
Es creu que Escorpí va viure a Tinis i presumiblement va ser el primer veritable faraó de l'Alt Egipte. A ell pertany la tomba d'U-j trobada al cementiri reial Umm el-Qaab, a Abidos, on s'enterraven els reis tinites. Aquesta tomba va ser saquejada a l'antiguitat, però durant les excavacions arqueològiques s'hi van trobar moltes petites peces d'ivori, cadascuna amb un forat per lligar-la a alguna cosa. Cada una d'aquestes peces, està marcada amb una o més imatges ratllades de tipus jeroglífic, que es creu que són noms de pobles, potser per lligar les ofrenes i els tributs per fer un seguiment de quin provenia de quin poble. Dues d'aquestes plaques semblen anomenar les ciutats Bubastis i Buto, cosa que demostra que els exèrcits d'Escorpí havien penetrat al delta del Nil. Pot ser que les conquestes d'Escorpí incentivessin el sistema d'escriptura jeroglífic egipci en iniciar la necessitat de mantenir registres per escrit.

## Descripció de labatalla
L'any 1995, es va descobrir un grafit de 5.000 anys d'antiguitat al Theban Desert Road Survey amb els símbols d'Escorpí i representa la seva victòria sobre un altre governant protodinàstic (possiblement el rei de Naqada). El rei derrotat o el lloc anomenat al grafit era una marca que també es va trobar a la tomba U-j: el nom era "Cap de Bou", que molt probablement es refereix a Taure (Toro). Es creu que Escorpí I va unificar l'Alt Egipte després de la derrota del rei de Naqada, cosa que significa que la casa reial de Nekhen s'havia sotmès a una unió amb el rei Escorpí I a Tinis.

## Evidències sobre el consum de vi
La tomba de l'Escorpí és coneguda en els cercles arqueològics per les seves possibles proves de consum de vi a l'antiguitat. En una recerca a la tomba, els arqueòlegs van descobrir desenes de gerres de ceràmica importades que contenien un residu groc de vi, datat al voltant del 3150 aC. Es van trobar residus químics d'herbes, resines d'arbres i altres substàncies naturals a les gerres. També es van trobar llavors de raïm, pells i polpa seca a la tomba.